# 80. Golden Globe-gála

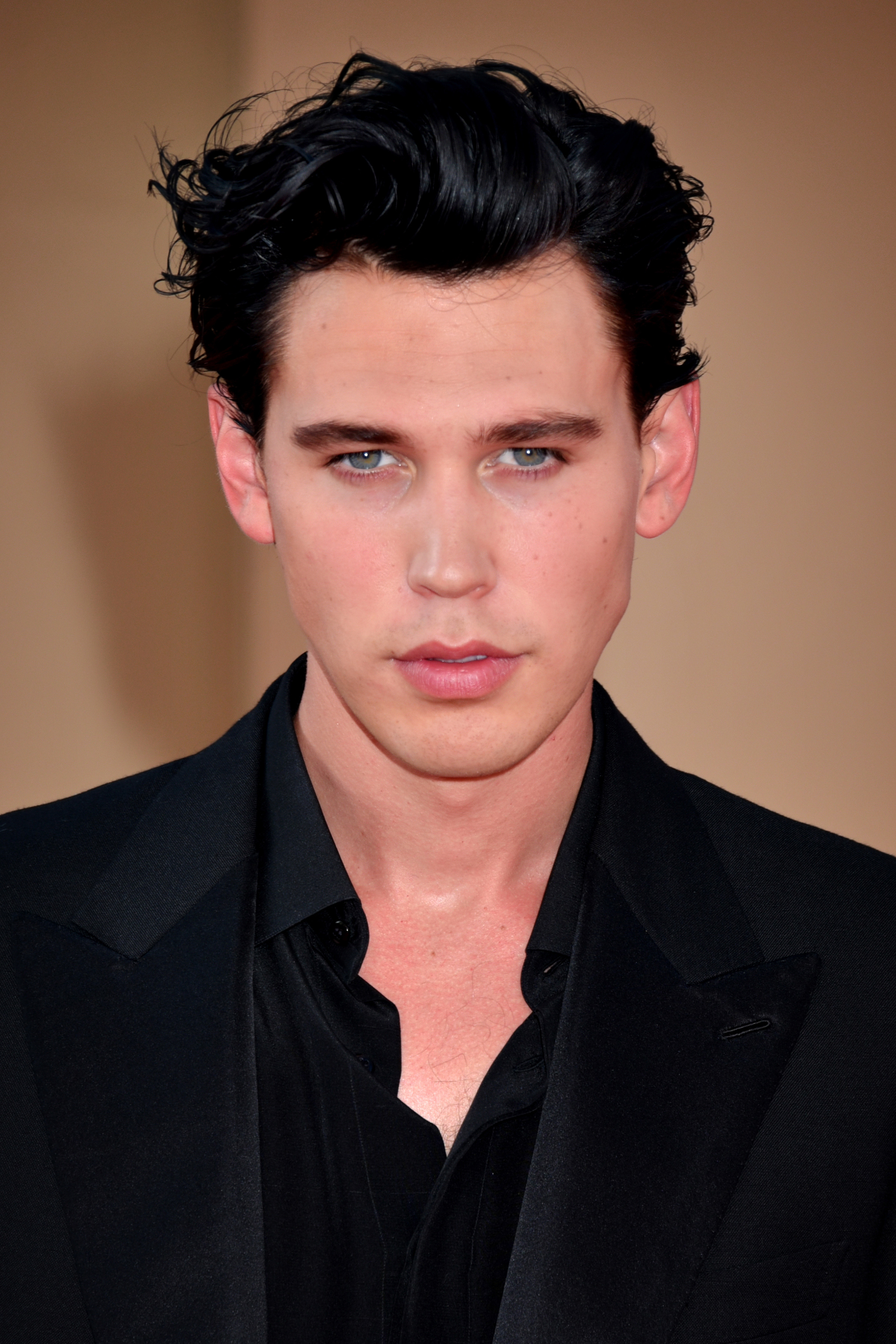
Austin Butler, a legjobb férfi főszereplő (dráma)

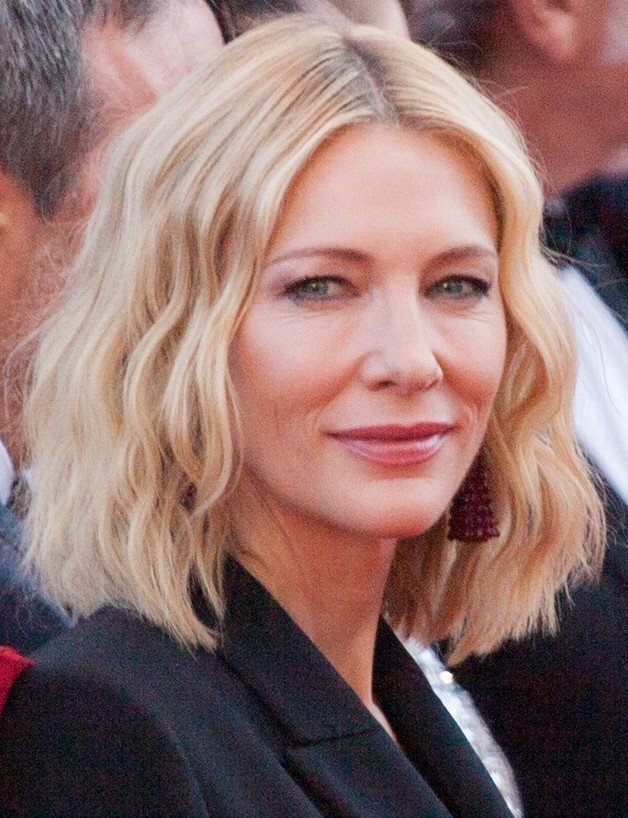
Cate Blanchett, a legjobb női főszereplő (dráma)

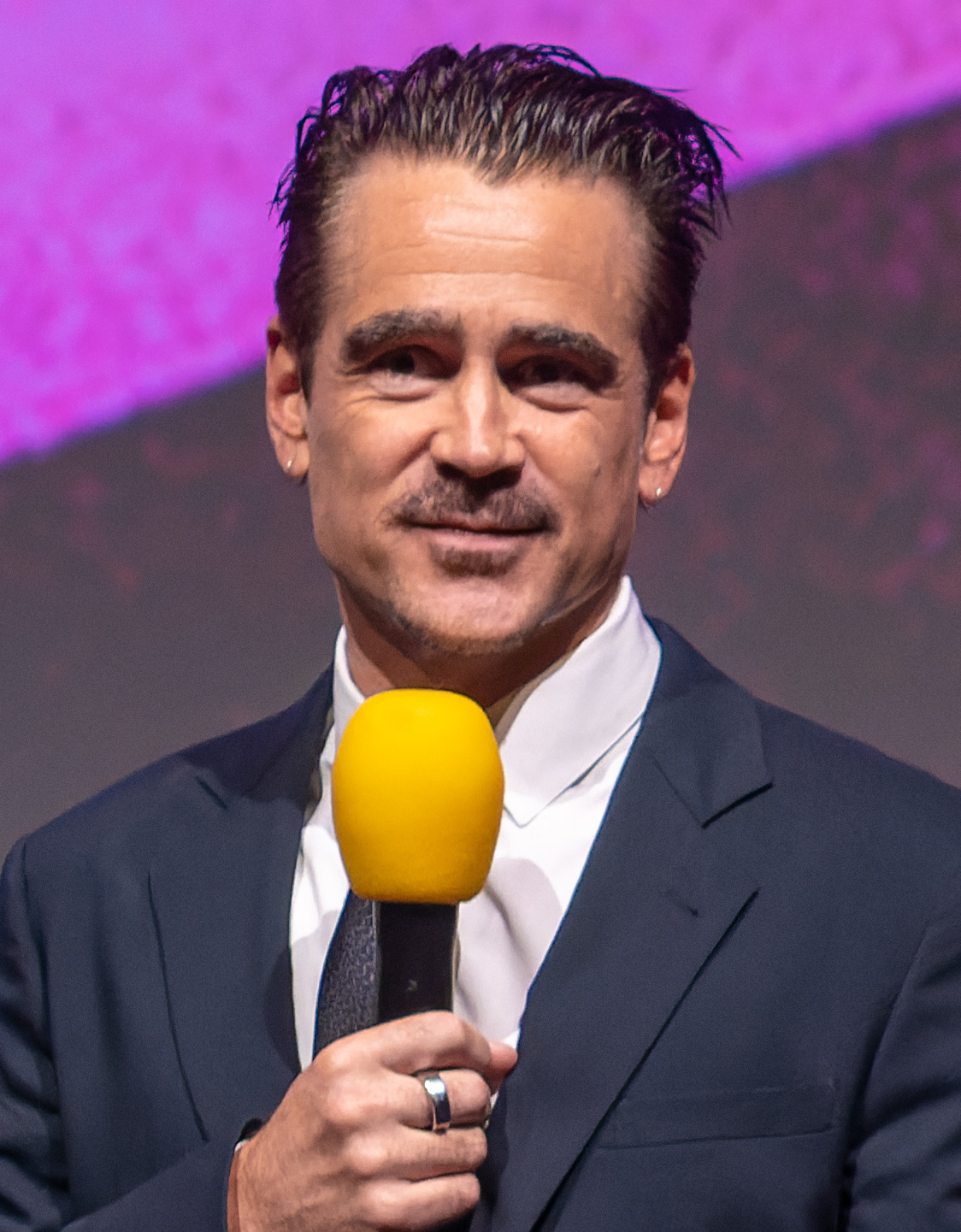
Colin Farrell, a legjobb férfi főszereplő (filmmusical vagy vígjáték)

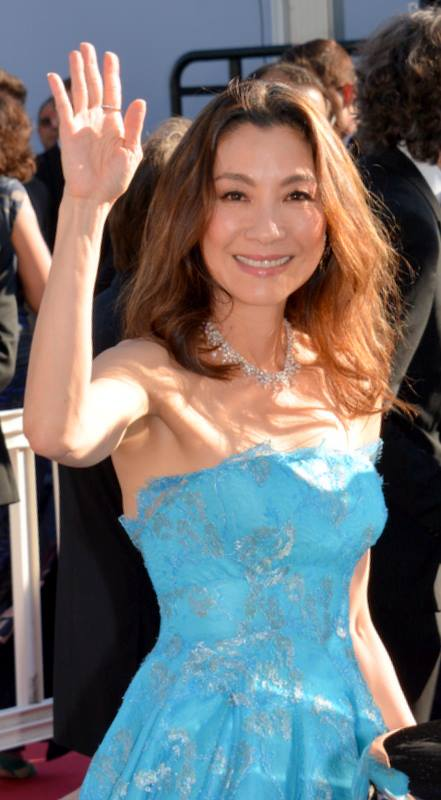
Michelle Yeoh, a legjobb női főszereplő (filmmusical vagy vígjáték)

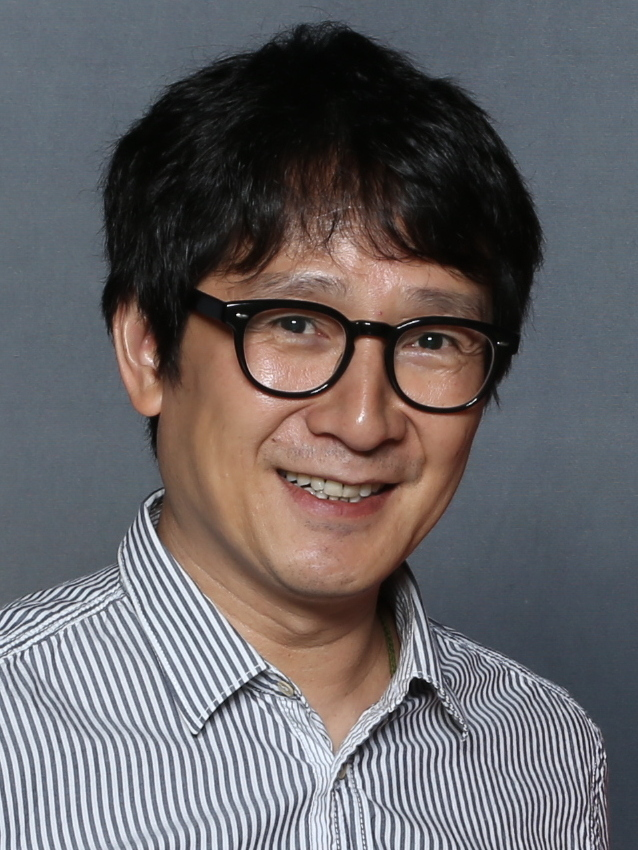
Ke Huy Quan, a legjobb férfi mellékszereplő

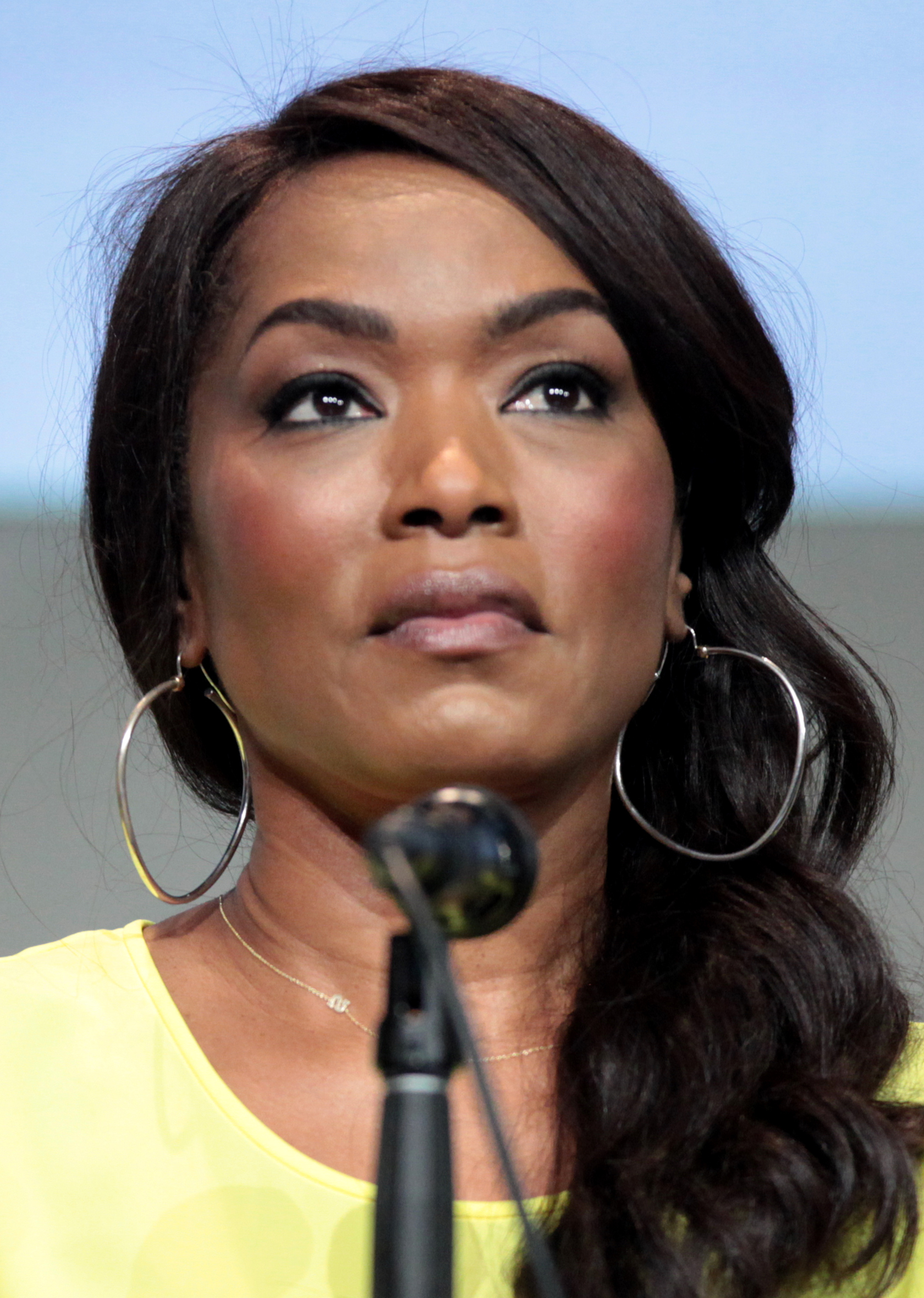
Angela Bassett, a legjobb női mellékszereplő

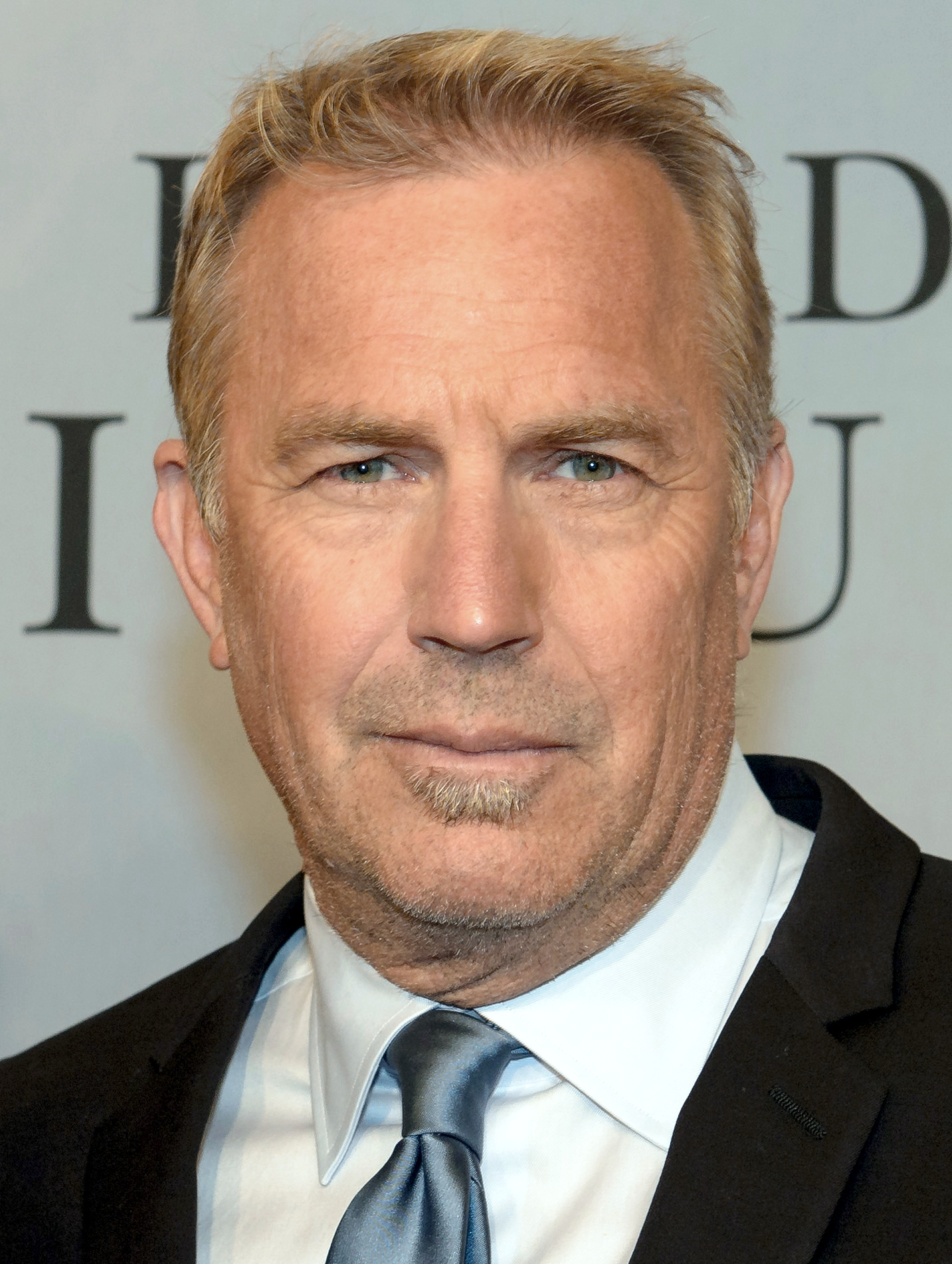
Kevin Costner, a legjobb színész drámasorozatban

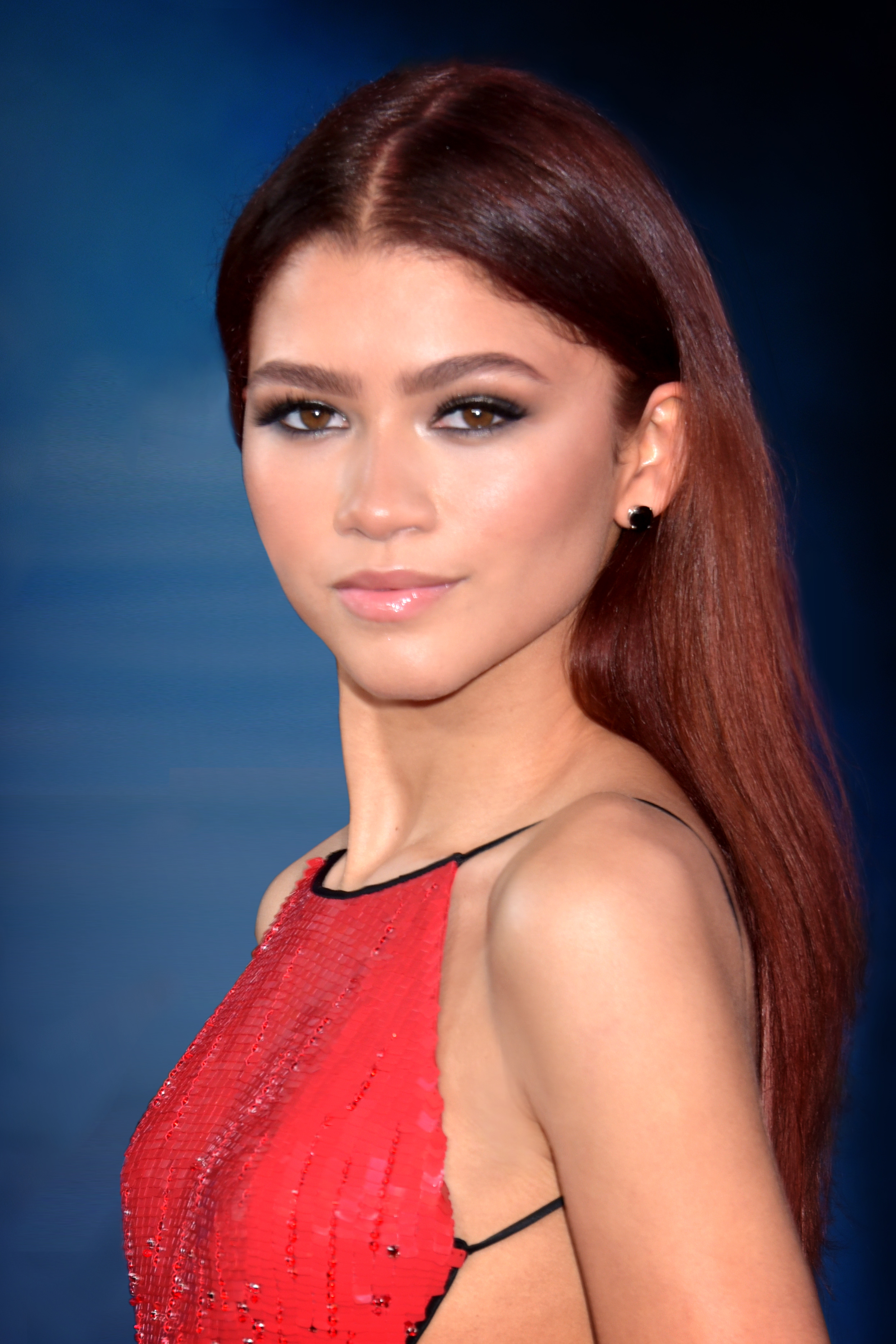
Zendaya, a legjobb színésznő drámasorozatban

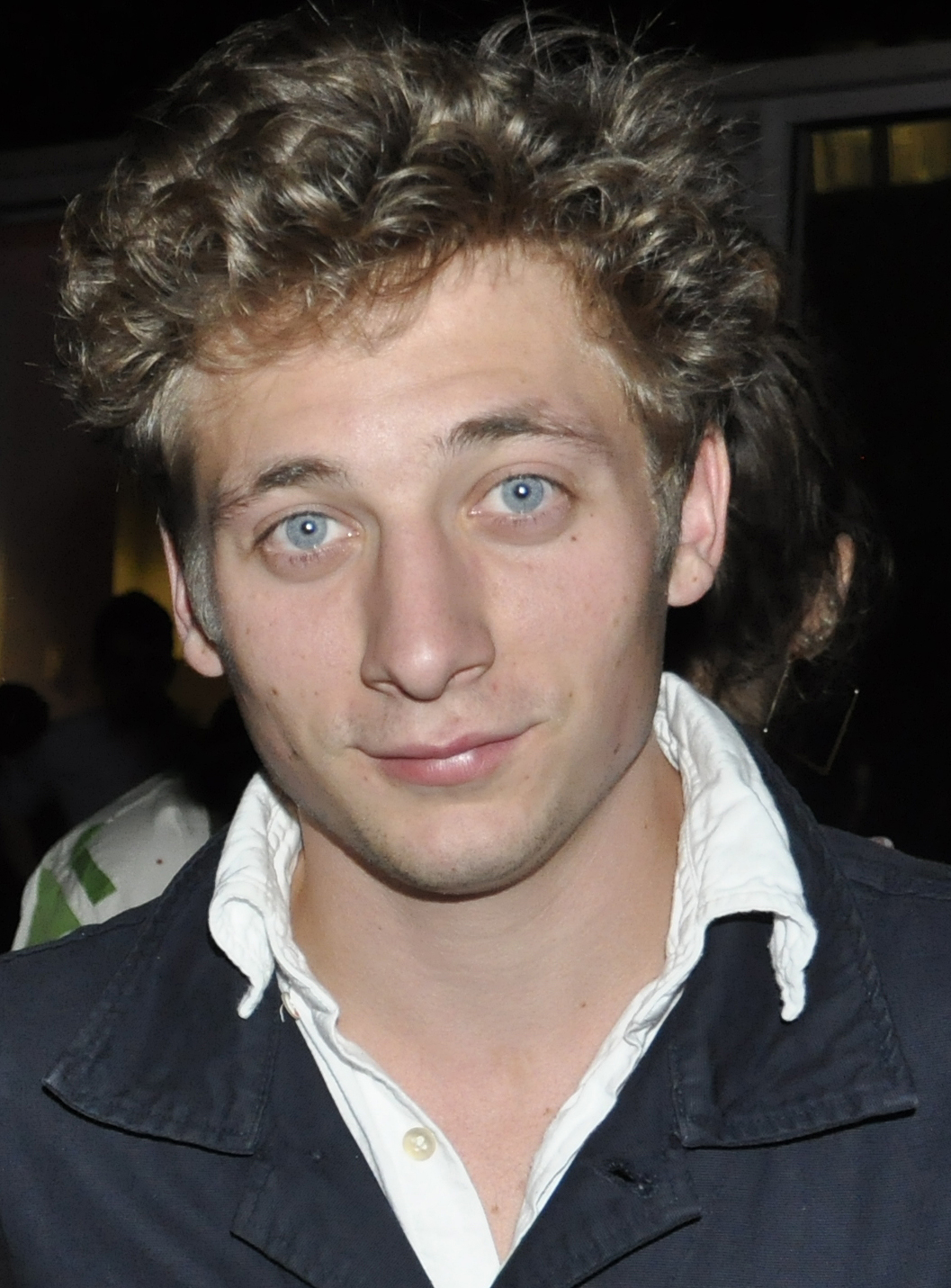
Jeremy Allen White, a legjobb színész vígjáték- vagy musicalsorozatban

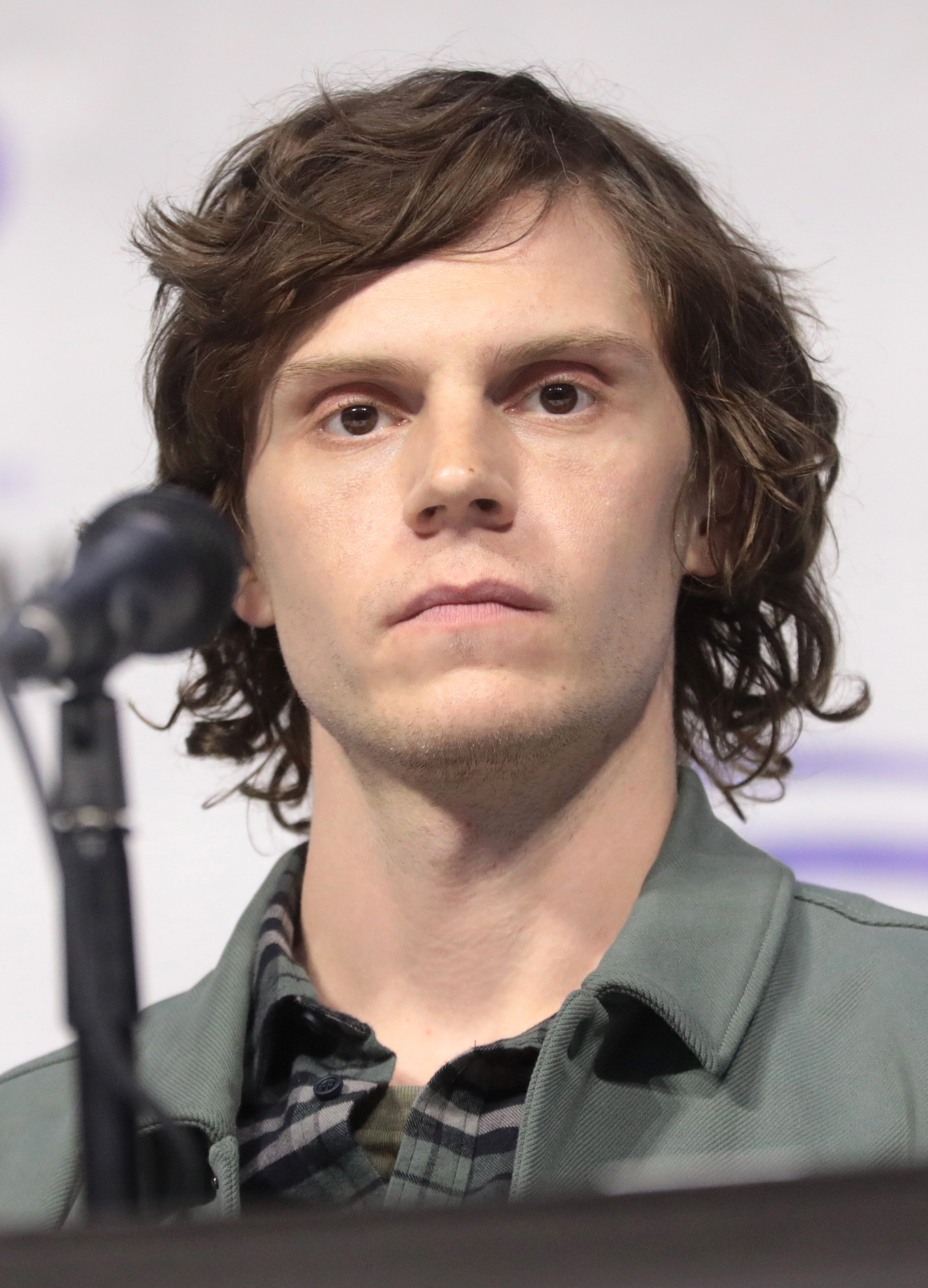
Evan Peters, a legjobb férfi főszereplő minisorozatban vagy tévéfilmben

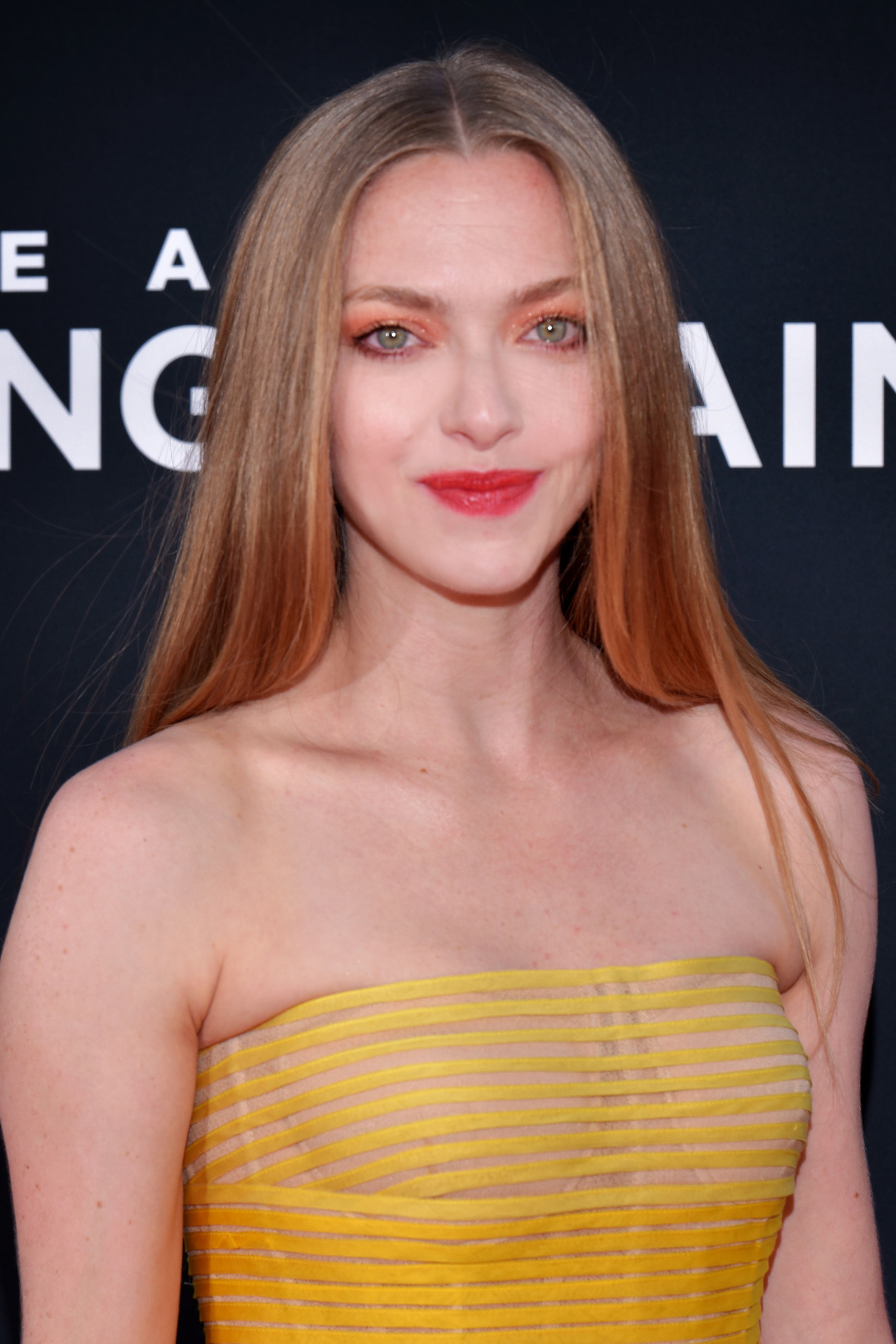
Amanda Seyfried, a legjobb női főszereplő minisorozatban vagy tévéfilmben

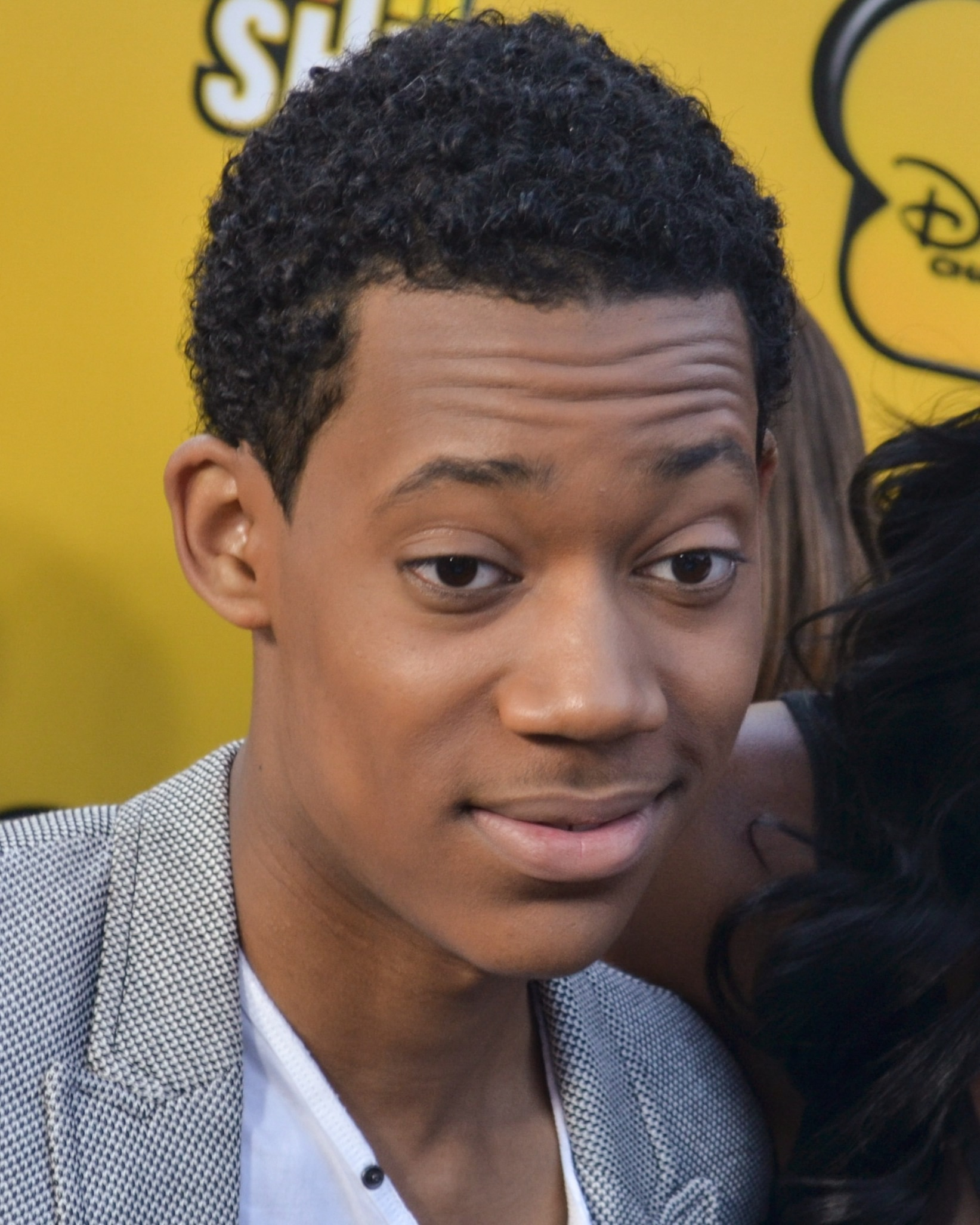
Tyler James Williams, a legjobb férfi mellékszereplő televíziós vígjáték-, musical- vagy drámasorozatban

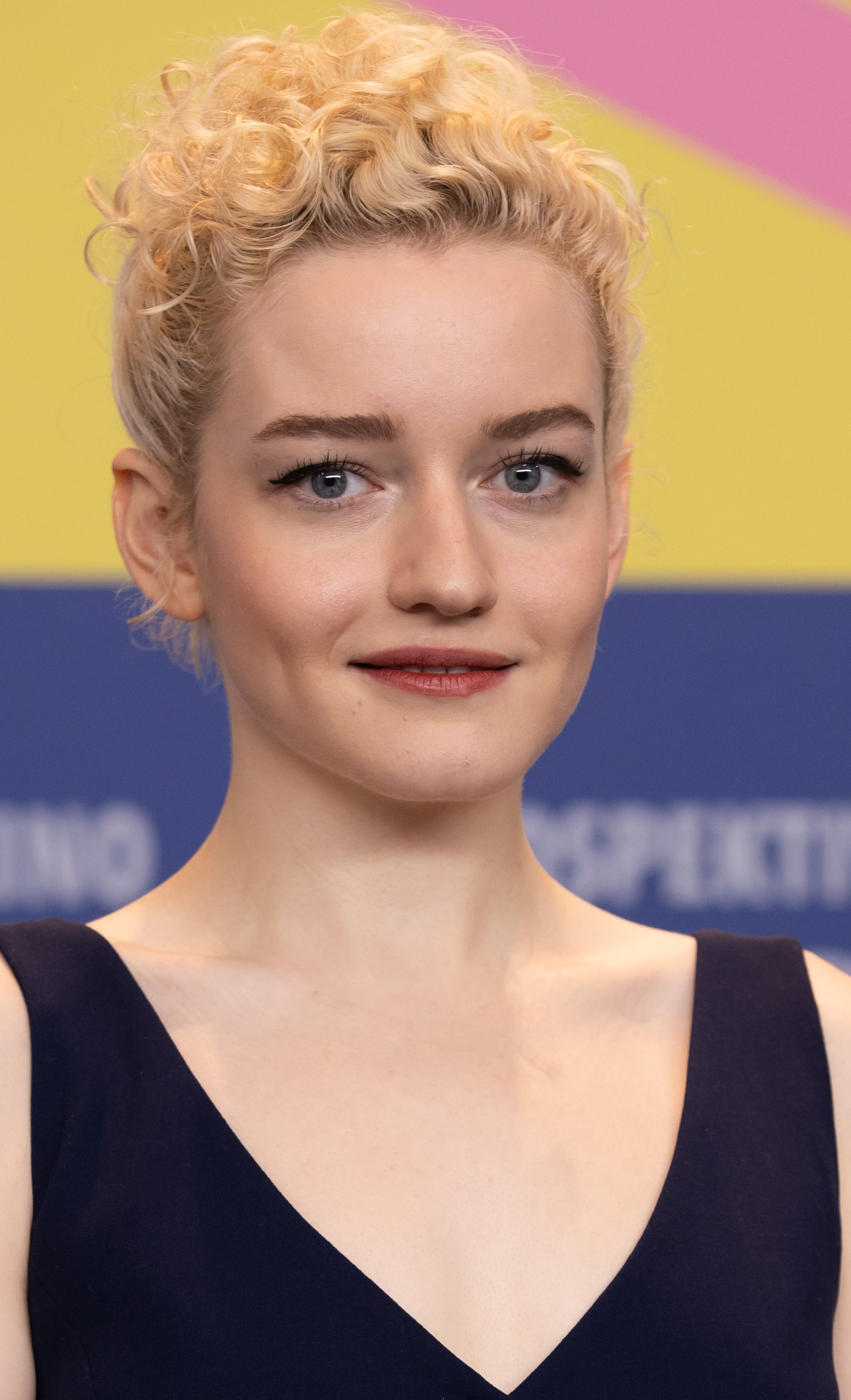
Julia Garner, a legjobb női mellékszereplő televíziós vígjáték-, musical- vagy drámasorozatban

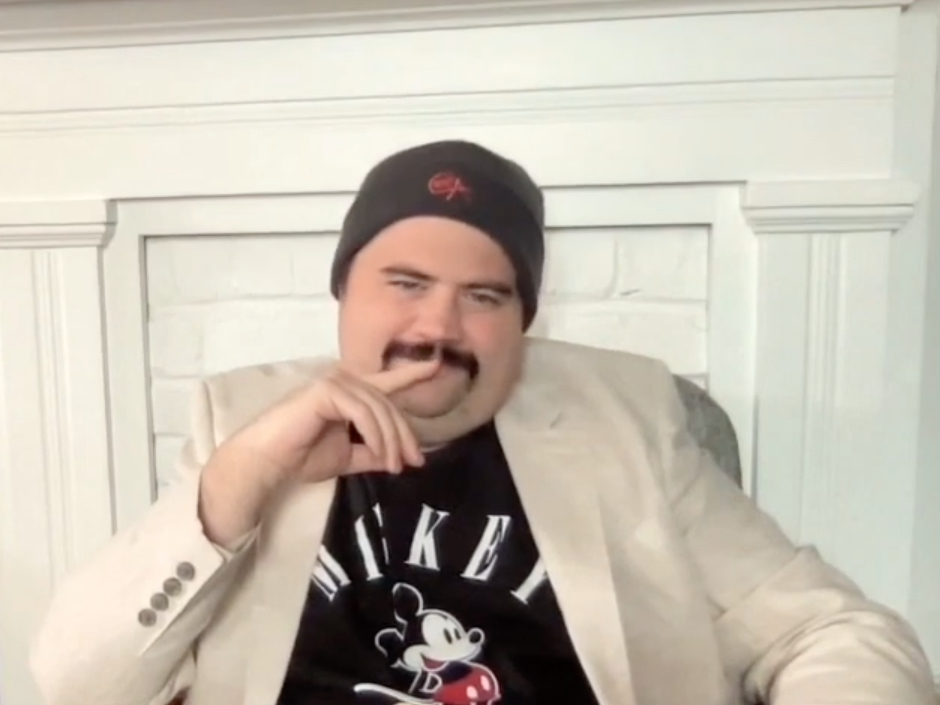
Paul Walter Hauser, a legjobb férfi mellékszereplő mini- vagy antológiai sorozatban, illetve tévéfilmben

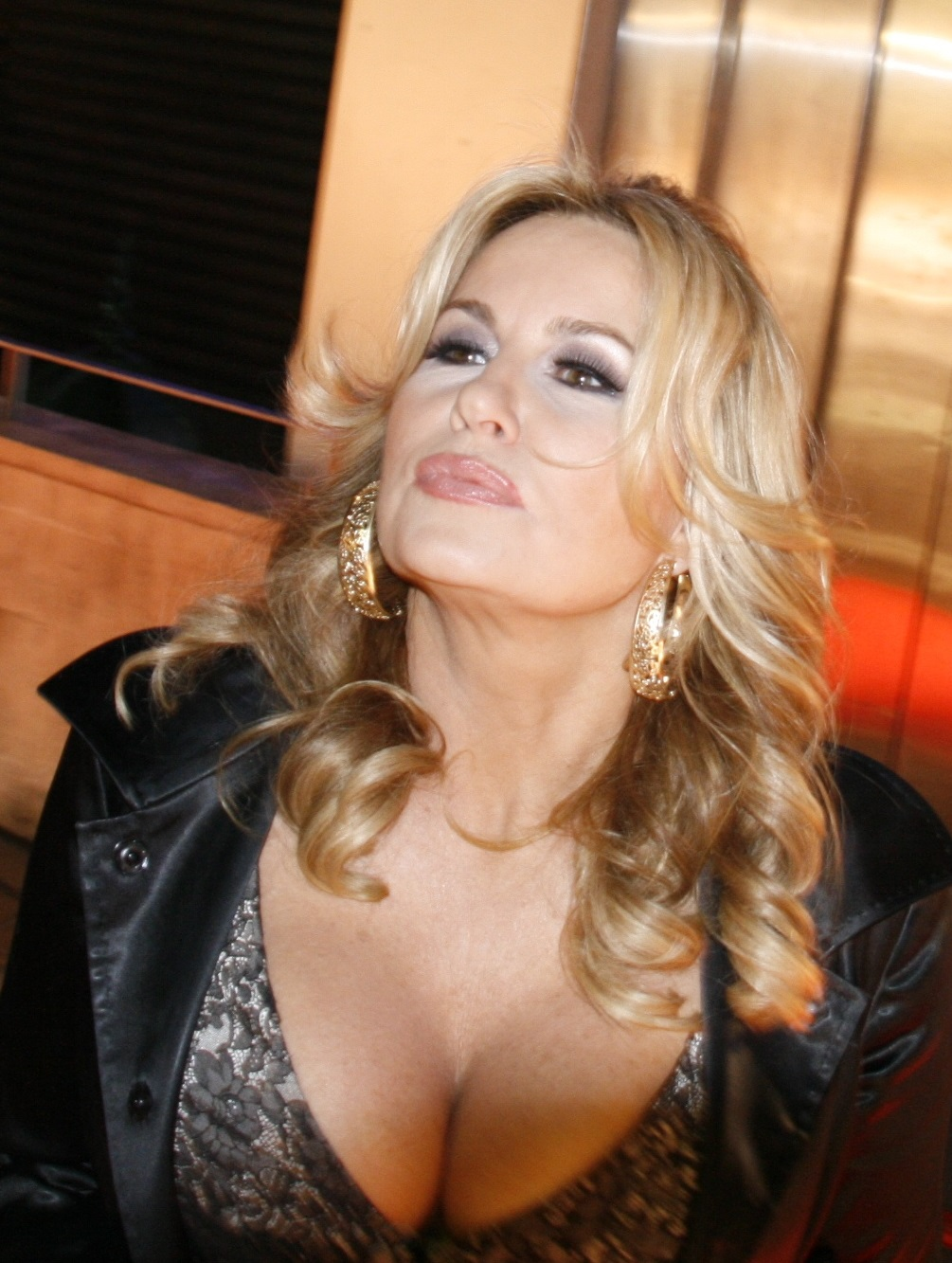
Jennifer Coolidge, a legjobb női mellékszereplő mini- vagy antológiai sorozatban, illetve tévéfilmben

A 80. Golden Globe díjátadóra 2023. január 10-én, kedden került sor. A 2022-ben filmszínházakba, vagy képernyőkre került amerikai filmeket, illetve televíziós sorozatokat díjazó rendezvényt a kaliforniai Beverly Hillsben tartották meg, a Hollywoodi Külföldi Tudósítók Szövetsége (HFPA) szervezésében. A ceremóniát, amelynek Jerrod Carmichael volt a házigazdája, az Amerikai Egyesült Államokban élőben közvetítette az NBC, továbbá streamelték a Peacock szolgáltatón keresztül.
A jelöltek listáját 2022. december 12-én hozták nyilvánosságra. A bejelentést eredetileg George Lopez és lánya, Mayan Lopez együtt tette volna meg, azonban George Covid19-tesztje pozitív lett; ezért helyét Selenis Leyva vette át.
A HFPA két új kategória létrehozását jelentette be. A korábbi Legjobb férfi mellékszereplő televíziós sorozatban, televíziós minisorozatban vagy tévéfilmben, valamint a Legjobb női mellékszereplő televíziós sorozatban, televíziós minisorozatban vagy tévéfilmben kategóriákat kettéválasztották, külön díjazva a televíziós sorozat vagy tévéfilm, illetve a televíziós minisorozat vagy tévéfilm szereplőit.
A moifilmek esetében a legtöbb jelölést A sziget szellemei (8), a Minden, mindenhol, mindenkor (6), valamint A Fabelman család (5) kapta, s a legtöbb elismerést is ezek az alkotások seperték be (ugyanebben a sorrendben: 3-2-2). A televíziós alkotások közül a legsikeresebb az Abbott Általános Iskola áldokumentarista vígjátéksorozat volt (5 jelölésből 3 díj). Jól szerepelt még a A Fehér Lótusz fekete humorú antológiasorozat (4 jelölésből 2 díj).

## Jelölések és díjak

### Filmek
A nyertesek a táblázat első sorában, félkövérrel vannak jelölve.
| Legjobb filmes díjak | Legjobb filmes díjak |
| Legjobb filmdráma | Legjobb vígjáték vagy zenés film |
| --- | --- |
| - A Fabelman család - Avatar: A víz útja - Elvis - Tár - Top Gun: Maverick | - A sziget szellemei - A szomorúság háromszöge - Babylon - Minden, mindenhol, mindenkor - Tőrbe ejtve – Az üveghagyma |
| Legjobb filmes alakítások (filmdráma) | |
| Színész | Színésznő |
| - Austin Butler – Elvis, mint Elvis Presley - Brendan Fraser – A bálna, mint Charlie - Hugh Jackman – A fiú sorsa, mint Peter Miller - Bill Nighy – Élj!, mint Mr. Williams - Jeremy Pope – The Inspection, mint Ellis French                                                                | - Cate Blanchett – Tár, mint Lydia Tár - Olivia Colman – A fény birodalma, mint Hilary Small - Viola Davis – The Woman King – A harcos, mint General Nanisca - Ana de Armas – Szöszi, mint Norma Jeane Mortenson / Marilyn Monroe - Michelle Williams – A Fabelman család, mint Mitzi Schildkraut-Fabelman                                                                              |
| Legjobb filmes alakítások (vígjáték vagy zenés film) | |
| Színész | Színésznő |
| - Colin Farrell – A sziget szellemei, mint Pádraic Súilleabháin - Diego Calva – Babylon, mint Manny Torres - Daniel Craig – Tőrbe ejtve – Az üveghagyma, mint Detective Benoit Blanc - Adam Driver – Fehér zaj, mint Jack Gladney - Ralph Fiennes – A menü, mint Chef Julian Slowik          | - Michelle Yeoh – Minden, mindenhol, mindenkor, mint Evelyn Quan Wang - Lesley Manville – Mrs. Harris Párizsba megy, mint Ada Harris - Margot Robbie – Babylon, mint Nellie LaRoy - Anya Taylor-Joy – A menü, mint Margot Mills / Erin - Emma Thompson – Minden jót, Leo Grande, mint Nancy Stokes / Susan Robinson                                                                     |
| Legjobb mellékszereplők (filmdráma, vígjáték vagy zenés film) | |
| Színész | Színésznő |
| - Ke Huy Quan – Minden, mindenhol, mindenkor, mint Waymond Wang - Brendan Gleeson – A sziget szellemei, mint Colm Doherty - Barry Keoghan – A sziget szellemei, mint Dominic Kearney - Brad Pitt – Babylon, mint Jack Conrad - Eddie Redmayne – A másik nővér, mint Charles "Charlie" Cullen | - Angela Bassett – Fekete Párduc 2., mint Queen Ramonda - Kerry Condon – A sziget szellemei, mint Siobhán Súilleabháin - Jamie Lee Curtis – Minden, mindenhol, mindenkor, mint Deirdre Beaubeirdre - Dolly de Leon – A szomorúság háromszöge, mint Abigail - Carey Mulligan – Azt mondta, mint Megan Twohey                                                                             |
| Egyéb | |
| Legjobb rendező | Legjobb forgatókönyv |
| - Steven Spielberg – A Fabelman család - James Cameron – Avatar: A víz útja - Daniel Kwan és Daniel Scheinert – Minden, mindenhol, mindenkor - Baz Luhrmann – Elvis - Martin McDonagh – A sziget szellemei                                                                                   | - Martin McDonagh – A sziget szellemei - Todd Field – Tár - Daniel Kwan és Daniel Scheinert – Minden, mindenhol, mindenkor - Sarah Polley – A nők beszélnek - Steven Spielberg és Tony Kushner – A Fabelman család |
| Legjobb eredeti filmzene | Legjobb eredeti filmbetétdal |
| - Justin Hurwitz – Babylon - Carter Burwell – A sziget szellemei - Alexandre Desplat – Pinokkió - Hildur Guðnadóttir – A nők beszélnek - John Williams – A Fabelman család | - „Naatu Naatu” (M. M. Keeravani, Kaala Bhairava és Rahul Sipligunj) – RRR - „Carolina” (Taylor Swift) – Ahol a folyami rákok énekelnek - „Ciao Papa” (Alexandre Desplat, Roeban Katz és Guillermo del Toro) – Pinokkió - „Hold My Hand” (Lady Gaga, BloodPop és Benjamin Rice) – Top Gun: Maverick - „Lift Me Up” (Tems, Rihanna, Ryan Coogler és Ludwig Göransson) – Fekete Párduc 2. |
| Legjobb animációs film | Legjobb idegen nyelvű film |
| - Pinokkió - Csizmás, a kandúr: Az utolsó kívánság - Inu-Oh - Marcel, a lábbelis csiga - Pirula Panda | - Argentína, 1985 (Argentína) - A titokzatos nő (Dél-Korea) - Közel (Belgium) - Nyugaton a helyzet változatlan (Németország) - RRR (India) |

### Televíziós alkotások
A nyertesek a táblázat első sorában, félkövérrel vannak jelölve.
| Legjobb televíziós sorozatok | Legjobb televíziós sorozatok |
| Drámasorozat | Vígjáték vagy musicalsorozat |
| --- | --- |
| - Sárkányok háza (HBO) - A Korona (Netflix) - Better Call Saul (AMC) - Különválás (Apple TV+) - Ozark (Netflix) | - Abbott Általános Iskola (ABC) - A mackó (FX on Hulu) - Hacks – A pénz beszél (HBO Max) - Gyilkos a házban (Hulu) - Wednesday (Netflix) |
| Minisorozat vagy tévéfilm | |
| - A Fehér Lótusz (HBO) - A kibukott (Hulu) - Fekete madár (Apple TV+) - Jeffrey Dahmer – Szörnyeteg: A Jeffrey Dahmer-sztori (Netflix) - Pam és Tommy (Hulu) | |
| Legjobb alakítás televíziós drámasorozatban | |
| Színész | Színésznő |
| - Kevin Costner – Yellowstone (Paramount Network), mint John Dutton - Jeff Bridges – A nagy öreg (FX), mint Dan Chase / Henry Dixon / Johnny Kohler - Diego Luna – Andor (Disney+), mint Cassian Andor - Bob Odenkirk – Better Call Saul (AMC), mint Jimmy McGill / Saul Goodman / Gene Takavic - Adam Scott – Különválás (Apple TV+) ,mint Mark Scout                                    | - Zendaya – Eufória (HBO), mint Rue Bennett - Emma D’Arcy – Sárkányok háza (HBO), mint Princess Rhaenyra Targaryen - Laura Linney – Ozark (Netflix), mint Wendy Byrde - Imelda Staunton – A Korona (Netflix), mint II. Erzsébet brit királynő - Hilary Swank – Alaska Daily (ABC), mint Eileen Fitzgerald                                                                                         |
| Legjobb alakítás televíziós vígjáték- vagy musicalsorozatban | |
| Színész | Színésznő |
| - 'Jeremy Allen White – A mackó (FX on Hulu), mint Carmen "Carmy" Berzatto - Donald Glover – Atlanta (FX), mint Earnest "Earn" Marks - Bill Hader – Barry (HBO), mint Barry Berkman / Barry Block - Steve Martin – Gyilkos a házban (Hulu), mint Charles-Haden Savage - Martin Short – Gyilkos a házban (Hulu), mint Oliver Putnam                                                        | - Quinta Brunson – Abbott Általános Iskola (ABC), mint Janine Teagues - Kaley Cuoco – A légikísérő (HBO Max), mint Cassandra "Cassie" Bowden - Selena Gomez – Gyilkos a házban (Hulu), mint Mabel Mora - Jenna Ortega – Wednesday (Netflix), mint Wednesday Addams - Jean Smart – Hacks – A pénz beszél (HBO Max), mint Deborah Vance                                                             |
| Legjobb alakítás minisorozatban vagy tévéfilmben | |
| Színész | Színésznő |
| - Evan Peters – Jeffrey Dahmer – Szörnyeteg: A Jeffrey Dahmer-sztori (Netflix), mint Jeffrey Dahmer - Taron Egerton – Fekete madár (Apple TV+), mint James "Jimmy" Keane - Colin Firth – Az utolsó lépcsőfok (HBO Max), mint Michael Peterson - Andrew Garfield – Under the Banner of Heaven (FX on Hulu), mint Detective Jeb Pyre - Sebastian Stan – Pam és Tommy (Hulu), mint Tommy Lee | - Amanda Seyfried – A kibukott (Hulu), mint Elizabeth Holmes - Jessica Chastain – George & Tammy (Showtime), mint Tammy Wynette - Julia Garner – Az örökösnő álarca mögött (Netflix), mint Anna Sorokin / Anna Delvey - Lily James – Pam és Tommy (Hulu), mint Pamela Anderson - Julia Roberts – Gaslit (Starz), mint Martha Mitchell                                                             |
| Legjobb mellékszereplő televíziós vígjáték-, musical- vagy drámasorozatban | |
| Mellékszereplő színész | Mellékszereplő színésznő |
| - Tyler James Williams – Abbott Általános Iskola (ABC), mint Gregory Eddie - John Lithgow – A nagy öreg (FX), mint Harold Harper - Jonathan Pryce – A Korona (Netflix), mint Prince Philip, Duke of Edinburgh - John Turturro – Különválás (Apple TV+), mint Irving Bailiff - Henry Winkler – Barry (HBO), mint Gene Cousineau                                                            | - Julia Garner – Ozark (Netflix), mint Ruth Langmore - Elizabeth Debicki – A Korona (Netflix), mint Diána walesi hercegné - Hannah Einbinder – Hacks – A pénz beszél (HBO Max), mint Ava Daniels - Janelle James – Abbott Általános Iskola (ABC), mint Ava Coleman - Sheryl Lee Ralph – Abbott Általános Iskola (ABC), mint Barbara Howard                                                        |
| Legjobb mellékszereplő televíziós mini- vagy antológiai sorozatban, vagy tévéfilmben | |
| Mellékszereplő színész | Mellékszereplő színésznő |
| - Paul Walter Hauser – Fekete madár (Apple TV+), mint Larry Hall - F. Murray Abraham – A Fehér Lótusz (HBO), mint Bert Di Grasso - Domhnall Gleeson – A páciens (FX on Hulu), mint Sam Fortner - Richard Jenkins – Jeffrey Dahmer – Szörnyeteg: A Jeffrey Dahmer-sztori (Netflix), mint Lionel Dahmer - Seth Rogen – Pam és Tommy (Hulu), mint Rand Gauthier                              | - Jennifer Coolidge – A Fehér Lótusz (HBO), mint Tanya McQuoid-Hunt - Claire Danes – Fleishman bajban van (FX on Hulu), mint Rachel Flieshman - Daisy Edgar-Jones – Under the Banner of Heaven (FX on Hulu), mint Brenda Lafferty - Niecy Nash – Jeffrey Dahmer – Szörnyeteg: A Jeffrey Dahmer-sztori (Netflix), mint Glenda Cleveland - Aubrey Plaza – A Fehér Lótusz (HBO), mint Harper Spiller |

## Különdíjak

### Cecil B. DeMille-életműdíj
- Eddie Murphy

### Carol Burnett-életműdíj
- Ryan Murphy

## Többszörös jelölések és elismerések
| Jelölés | Díj | Cím                          |
| ------- | --- | ---------------------------- |
| 8       | 3   | A sziget szellemei           |
| 6       | 2   | Minden, mindenhol, mindenkor |
| 5       | 2   | A Fabelman család            |
| 5       | 1   | Babylon                      |
| 3       | 1   | Elvis                        |
| 3       | 1   | Pinokkió                     |
| 3       | 1   | Tár                          |
| 2       | 0   | A menü                       |
| 2       | 0   | A szomorúság háromszöge      |
| 2       | 0   | Avatar: A víz útja           |
| 2       | 0   | Fekete Párduc 2.             |
| 2       | 1   | RRR                          |
| 2       | 0   | Top Gun: Maverick            |
| 2       | 0   | Tőrbe ejtve – Az üveghagyma  |
| 2       | 0   | A nők beszélnek              |

| Jelölés | Díj | Cím                                                  |
| ------- | --- | ---------------------------------------------------- |
| 5       | 3   | Abbott Általános Iskola                              |
| 4       | 2   | A Fehér Lótusz                                       |
| 4       | 0   | A Korona                                             |
| 4       | 0   | Gyilkos a házban                                     |
| 4       | 1   | Jeffrey Dahmer – Szörnyeteg: A Jeffrey Dahmer-sztori |
| 4       | 0   | Pam és Tommy                                         |
| 3       | 1   | Fekete madár                                         |
| 3       | 0   | Hacks – A pénz beszél                                |
| 3       | 0   | Különválás                                           |
| 3       | 0   | Ozark                                                |
| 2       | 1   | A kibukott                                           |
| 2       | 1   | A mackó                                              |
| 2       | 0   | A nagy öreg                                          |
| 2       | 0   | Barry                                                |
| 2       | 0   | Better Call Saul                                     |
| 2       | 1   | Sárkányok háza                                       |
| 2       | 0   | Under the Banner of Heaven                           |
| 2       | 0   | Wednesday                                            |

## Díjátadó személyek
| Nevek                           | Szerep |
| ------------------------------- | --- |
| Jennifer Hudson                 | A legjobb férfi mellékszereplő (mozifilm) és a legjobb női mellékszereplő (mozifilm) díjak átadója |
| Jennifer Coolidge               | A legjobb férfi mellékszereplőnek (televíziós sorozat, televíziós minisorozat vagy tévéfilm) díj átadója                                                                                               |
| Jenna Ortega                    | A legjobb eredeti filmzene és a legjobb eredeti filmbetétdal díjak átadója |
| Niecy Nash                      | A legjobb férfi főszereplő (televíziós vígjáték-vagy musicalsorozat) és a legjobb női főszereplő (televíziós vígjáték-vagy musicalsorozat) díjak átadója                                               |
| Ana de Armas                    | A legjobb férfi főszereplő (filmmusical vagy vígjáték) és a legjobb női főszereplő (filmmusical vagy vígjáték) díjak átadója                                                                           |
| Claire Danes                    | A legjobb animációs film díj átadója |
| Letitia Wright                  | A legjobb drámai filmszínész díj átadója |
| Glen Powell Jay Ellis           | A legjobb női főszereplő (drámasorozat) és a legjobb női mellékszereplő (televíziós vígjáték-, musical- vagy drámasorozat) díjak átadói                                                                |
| Billy Porter                    | A Carol Burnett-életműdíj átadója Ryan Murphynek |
| Henry Golding                   | A legjobb idegen nyelvű film díj átadója |
| Sean Penn                       | Volodimir Zelenszkij ukrán televíziós üzenetének felkonferálója |
| Hilary Swank                    | A legjobb forgatókönyv díj átadója |
| Colman Domingo                  | A legjobb rendező díj átadója |
| Nicole Byer Ana Gasteyer        | A legjobb férfi mellékszereplő (televíziós mini- vagy antológiai sorozat, vagy tévéfilm), valamint a legjobb női mellékszereplő (televíziós mini- vagy antológiai sorozat, vagy tévéfilm) díjak átadói |
| Cole Hauser Moses Brings Plenty | A legjobb női főszereplő (mini- vagy antológiai sorozat, vagy tévéfilm) és legjobb férfi főszereplő (mini- vagy antológiai sorozat, vagy tévéfilm) díjak átadói                                        |
| Michaela Jaé Rodriguez          | A legjobb televíziós minisorozat vagy tévéfilm díj átadója |
| Tracy Morgan Jamie Lee Curtis   | A Cecil B. DeMille-életműdíj átadói Eddie Murphynek. |
| Regina Hall                     | A legjobb férfi főszereplő (drámasorozat) és a legjobb televíziós komédia- vagy musicalsorozat díjak átadója                                                                                           |
| Natasha Lyonne                  | A legjobb televíziós drámasorozat díj átadója |
| Salma Hayek Harvey Guillen      | A legjobb komédia vagy musical díj átadói |
| Quentin Tarantino               | A legjobb drámai film díj átadója |